# Zeche Glückswinkelburg
Die Zeche Glückswinkelburg in Bochum-Brenschede ist ein ehemaliges Steinkohlenbergwerk. Die Zeche war auch unter den Namen Zeche Glückwinkelburg und Zeche Glückwinkelsburg bekannt. Die Gewerkschaft der Zeche Glückswinkelburg war eines der Gründungsmitglieder des Rheinisch-Westfälischen Kohlen-Syndikats.

## Bergwerksgeschichte
Im Jahr 1798 wurde die Mutung für das Grubenfeld eingelegt, jedoch wurde zunächst keine Zeche in Betrieb genommen. Im Jahr 1834 kam es zur Konsolidation mehrerer Berechtsamen. Am 14. November des Jahres 1845 wurde ein kleines Geviertfeld mit einer Fläche von 0,25 Quadratkilometern verliehen, im Anschluss daran wurde vermutlich oberhalb der St. Mathias Erbstollensohle geringer Abbau betrieben. Am 22. November des Jahres 1873 konsolidierte die Zeche Glückswinkelburg unterhalb der Erbstollensohle des St. Mathias Erbstollen zur Zeche Brockhauser Tiefbau. Im Jahr 1875 wurde das Grubenfeld geteilt in Glückwinkelsburg über der St. Mathias Erbstollensohle und Glückwinkelsburg unter der St. Mathias Erbstollensohle. Das Feld Glückwinkelsburg unter der St. Mathias Erbstollensohle wurde der Zeche Brockhauser zugeschlagen, im Feld Glückwinkelsburg über der St. Mathias Erbstollensohle kam es nach der Aufteilung zu keinem nennenswerten Abbau.
Im Jahr 1889 wurde zum Tiefbau übergegangen, es wurde ein tonnlägiger Förderschacht in der Nähe des heutigen Libellenwegs geteuft. Der Schacht erreichte eine seigere Teufe von 75 Metern und reichte somit bis zur Carl Friedrich’s Erbstollensohle. Im Jahr 1890 wurde ein tonnlägiger Wetterschacht geteuft. Dieser Schacht hatte eine seigere Teufe von 73 Metern. Im selben Jahr wurde mit der Förderung begonnen. Es wurde eine Schmalspurbahn zum Carl Friedrich’s Erbstollen gebaut. Im Jahr 1892 wurde auf der 1. Sohle ein Durchschlag nach Norden ins Feld des Carl Friedrich’s Erbstollen erstellt. Der Durchschlag diente zur Ableitung der Grubenwässer mit dem St. Mathias Erbstollen. Im selben Jahr wurde an der südlichen Feldesgrenze ein zweiter Wetterschacht geteuft, der Schacht erreichte eine Teufe von etwa 35 Metern. Im Jahr 1893 waren drei Schächte in Betrieb. Im Jahr 1896 waren drei Tagesüberhauen und zwei Schächte in Betrieb. Im selben Jahr kam es zur Vereinigung mit den Längenfeldern Westermanns Leibzucht Nr. 1 und Westermanns Leibzucht Nr. 2 der Zeche Vereinigte Leibzucht. Die Berechtsame umfasste nun 2 Längenfelder und ein Geviert und hatte eine Fläche von 1,3 Quadratkilometern.
Im Jahr 1897 fand der Abbau und die Vorrichtung überwiegend in den Flözen Nr. 1, Nr. 2 und Großebank statt. Außerdem wurde in diesem Jahr das Längenfeld Westermanns Leibzucht Nr. 2 aufgeschlossen und ein 20 Meter tiefer Wetterschacht geteuft. Das Bergwerk gehörte zu dieser Zeit zum Bergrevier Hattingen. Im Jahr 1899 wurde mit dem Carl Friedrich’s Erbstollen ein Pachtvertrag über den Abbau unter der 1. Sohle geschlossen. Im Jahr 1900 traf man auf Kohlen mit schlechter Qualität. Im Jahr 1901 wurde die alte Egmont Erbstollensohle über eine Länge von 50 Meter aufgewältigt, Grund war die Wasserlösung der Grubenwässer. Von der 1. Sohle wurde ein Abhauen erstellt und bei einer Teufe von 144 Metern wurde die 3. Sohle angesetzt. Die 2. Sohle wurde nicht mehr angesetzt. Am 1. Januar des Jahres 1902 wurde die Förderung eingestellt und das Grubenfeld ausgerichtet zum Anschluss an die Zeche Berneck. Von der 3. Sohle wurde ein Blindschacht erstellt und bei einer Teufe von 217 Metern wurde die 4. Sohle angesetzt. Im Jahr 1903 wurde ein Querschlag als Hilfsbau durch das Grubenfeld der Zeche Julius Philipp erstellt. Der Querschlag hatte eine Länge von 1400 Meter, es wurde ein Durchschlag zur 4. Sohle der Zeche Berneck erstellt. Der restlichen abgebauten Kohlen wurden über die Zeche Berneck abgefördert. Am 31. Dezember des Jahres 1904 wurde die Zeche Glückswinkelburg endgültig stillgelegt. Die Strecken auf der 4. Sohle ins Grubenfeld der Zeche Julius Philipp wurden abgedämmt. Im Jahr 1905 wurde der Tagesschacht verfüllt und die Tagesanlagen abgebrochen. 1920 wurde die Berechtsame zunächst der Zeche Vereinigte Klosterbusch zugeschlagen und im Jahr 1928 wurde die Berechtsame der Zeche Vereinigte Gibraltar Erbstollen zugeschlagen.

## Förderung und Belegschaft
Die ersten Belegschaftszahlen und Förderzahlen sind für das Jahr 1890 benannt. Mit 31 Bergleuten wurden 2409 Tonnen Steinkohle gefördert. Im Jahr 1895 stieg die Förderung an auf 17.521 Tonnen, diese Förderung wurde mit 72 Bergleuten erbracht. Die maximale Förderung der Zeche wurde im Jahr 1900 mit 279 Bergleuten erbracht, es wurden 69.584 Tonnen Steinkohle gefördert. Die letzten bekannten Förder- und Belegschaftszahlen des Bergwerks stammen aus dem Jahr 1902, in diesem Jahr wurden mit zwölf Bergleuten 599 Tonnen Steinkohle gefördert.